# Псалми
Псалми (хеб. תְהִלִּים Техилим - „хвале“) представљају једну од књига хебрејског Танаха, односно хришћанског Старог завета. У исламској традицији се ова књига поштује под називом зебур.
Псалми су молитве у стиховима. Већину од њих је Давид испевао кад је био радостан или тужан. Има 150 псалама. У некима од псалама Давид се каје за своје грехе, у другима слави Бога, у трећима прориче долазак Спаситеља света. Тако у једноме од њих описујући, као да гледа, Његову лепоту каже: „Ти си најлепши међу синовима људским, благодат тече из уста Твојих“. Псалми су били кроз векове, па и данас, најомиљеније молитве хришћана и Књига која потреса и буди из духовне учмалости најокамењеније срце људско.